# نیلکی (سرده)
نیلکی، نیل‌آسا، ماهی‌کش (نام علمی: Tephrosia) نام یک سرده از زیرخانواده باقالی‌ها است.